# Talleres Perico
Club Atlético Talleres de Perico – argentyński klub piłkarski z siedzibą w mieście Perico.

## Osiągnięcia
- Mistrz ligi regionalnej (liga jujeña): 1964
- Mistrz czwartej ligi (Torneo Argentino B): 2001/2002

## Historia
Klub został założony 26 sierpnia 1932 przez pracowników stacji w Perico i otrzymał na początku nazwę Atlético Estación Perico. Od dnia 4 kwietnia 1944 klub występuje pod obecną nazwą Club Atlético Talleres de Perico. W roku 1959 klub awansował do pierwszej ligi regionalnej (liga jujeña), którą wygrał w roku 1964. W sezonie 2001/2002 Talleres Perico wygrał czwartą ligę (Torneo Argentino B) i awansował do trzeciej ligi (Torneo Argentino A), w której gra do dziś. Barwy klubu – niebiesko-białe,